# リトル・リトル・アリス
『リトル・リトル・アリス』 (LITTLE・LITTLE・ALICE) は、神無月羽兎による日本の4コマ漫画作品。芳文社『まんがタイムきららキャラット』に2015年10-12月号に3号連続ゲスト掲載の後、翌年1月号から2017年10月号にかけて連載された。
ファンタジー風な世界、人間界と魔界の界境にして開拓の街『パンプキーナ』を舞台に、人間になりたくて魔界から逃げ出してきたヴァンパイアの姫リデルと、彼女が居候するみらいやメンバーたちの起こす騒動、そして魔王直属の精鋭部隊にして永遠の少女であるリデルを愛でまくる変態ロリコン達との壮絶かつギャグ満点の闘いを描いた4コマ漫画。
作者にとっては商業初コミックスとなる作品であり、昨今の萌え系とは一味違った強烈なギャグとインパクト満点の作画が見所。

## あらすじ
魔界のヴァンパイア城に住む魔王の娘、リデルは人間になることに憧れる永遠の14歳ことヴァンパイア。彼女は自身に歪んだ愛情を向ける魔王直属の「ロリコン」達に追い回される生活に嫌気がさし、直属の手下セバスが目を離した隙にヴァンパイア城から脱走し、魔界と人間界の境にある開拓の街パンプキーナにやってくる。追いついたセバスに城に帰るよう促されるが世間知らずのリデルはのっけからチンピラに絡まれてしまう。その危機を救ったのは通りすがりの学生わんこ。チンピラを一撃で地面にめり込ませたわんこと知り合ったリデルとセバスは、わんこを介してわんこの働くみらいやの店主ライムと、そこの常連客である盗賊、黒猫のキルシュに出会う。ライムの占いが100％当たると聞いたリデルは「人間になる方法」を占ってもらおうとするが、そこにリデルを強制的にでも連れ戻すべくロリコンが襲来。実はゾンビであったわんこに一撃で迎撃されロリコンは追い出されたが、リデルの事情を知ったキルシュは連れて帰ろうとするセバスを蹴りつけて止め、お姫様のリデルに金の匂いを感じ取ったライムは彼女とセバスをみらいやに住まわせることを決める。
こうしてリデルのパンプキーナでの生活が始まったのだが、人間になれる方法はライムの占いでもなかなか見つからず一同は試行錯誤を繰り返す。そしてリデルを連れ戻そうと毎回多種多様なロリコン達や、天使の身分でありながらリデルに惚れ、魔王の武器係に転職していたへっぴり腰ヴァンパイアハンターセラなどによって毎回みらいやは甚大な被害を受けるハメになり、元々拝金主義者であるライムの目的も次第にリデルへの協力から「占いやリデルを利用した一攫千金」へと移っていき、毎回みらいやメンバーはパンプキーナで騒動を起こすようになる。
そんな噂を聞きつけたパンプキーナの女王ことハートの女王リンネは「自分を笑わせてみろ」とみらいやメンバーを城に招聘する。何をしても全く笑わないリンネにサジを投げかける一同だが、リデルの言葉を受けてライムが渋々占いで症状改善を占ったところ、驚愕の事実が明らかになる。実はリンネは元魔族の死神リンネであり、かつては魔界でリデルの父である魔王と互角の実力を持っていたのだが、パンプキーナを侵略し女王に収まった途端人間になり、同時に無感情になったという過去があった。「民衆に認められ、パンプキーナの女王になれば人間になれる」と知ったリデルは、諦められない人間化の夢とパンプキーナへの愛着から、パンプキーナの女王を目指すことになる。

## 登場キャラクター

### みらいやメンバー
リデル（LIDDELL）
この物語の主人公でヴァンパイア城のお姫様。公式に連載時のハシラでの登場人物紹介で「おバカ」と書かれてしまっている天然ボケで天真爛漫なプリンセス。
14歳で成長が止まるヴァンパイアをやめて「人間になりたい」と強く望んでいるが、その動機は「ボンキュッボン」になりたいだの「大人になってカッコイイ冒険者になりたい」だのテレビや人間の書物から受けた影響によるもので、余りの単純ぶりにセバスの頭を抱えさせている。今までヴァンパイア城で過保護に育てられ、城の外に出ることもなかったのでパンプキーナでの生活は未知の体験の連続で興味深いことばかりだが、なんでもかんでも興味本位で首を突っ込んだりノリで動く結果、被害をもたらすこともしばしば。
ヴァンパイアだがよくある吸血鬼の弱点（日光・十字架・流水・ニンニク）は全く弱点になっていない。これは父である魔王の教育の賜物だが、ライムからは「そんなんでいいのか」とツッコまれた。
それでもヴァンパイアの本能は備わっており、血を摂取するとその本能が強化され、真・ヴァンパイア形態に変身する。この際衣服は弾け飛んで全裸に服っぽい魔力を纏っているので、本人は恥ずかしくてしょうがなく、なること自体消極的だがその後物語が進むにつれ変身グセがついたようで、リデルの感情に応じて変身したりするようになった。真・ヴァンパイア形態では背中に羽根が生える他、へそから「へそビーム」を打ち出すことが可能。
ヴァンパイア城ではロリコン達からゴーカートで逃げ回っていたのでドライビングテクニックはかなりのものである。
とても純粋な性格で他人を思いやれる優しさを持っているので作中の登場人物はほぼ全てリデルに対しては好印象を持っており、逆にリデルを悪く思っている者を捜すのが困難なくらい。しかしライムはその心の清さにつけ込んでリデルを利用しようという意図が多々見受けられる。
人間化の方法を知ってからはパンプキーナの女王になるべく努力していたが、ロリコン達による未曾有の大災害や死神として復活したリンネとの最終決戦を通して遂にパンプキーナの民衆に認められ、満場一致で次期女王に選ばれた。その際父魔王がリデルへの餞別として玉座に人間化の禁呪を組込んだことにより、エンディングで人間の女王となったことが示唆されている。
セバス（SEBAS）
リデル直属の手下で世話係。間違ってもロリコンではない。
羽根の生えた小さなネコの姿をしており、左耳に小さなシルクハットを差して常に空を飛んでいる。連載時のハシラによる登場人物紹介でも「あわれ」と言われるほど毎回理不尽な目に逢う。一人称は「オレっち」
ヴァンパイア城を脱出したリデルを追ってパンプキーナで合流。当初はロリコン達同様リデルを城に連れて帰る気だったのだが、キルシュに力づくで止められてしまったこととライムの提案をリデルが受け入れてみらいやに住み着いてしまったことから成り行き上自身もみらいやに身を置き、リデルを見守ることになった。
魔王の部下だが前述の通りロリコンではなく、むしろロリコン達の言動には呆れることが多い。そもそも昔はネコですらなく人間のようなイケメンであった。しかしリデルをはじめとした子供達に好かれまくっていたことからロリコン達、果ては主である魔王にまで嫉妬され身の危険を感じたことで意を決して自身に呪いをかけ、ネコの姿の愛玩動物として生きる道を選んだという。
言動は最も常識的で良識的だが、強烈すぎるみらいやメンバーやパンプキーナの住人達にはまともに聞き合ってもらえず毎回力ずくで黙らされてしまう。作中ではキルシュと並ぶツッコミ役でキレ芸顔芸も彼の担当。
ライム（LIME）
占いの店「みらいや」を営む7歳の魔術師。占いだけでなく黒魔術や召喚術なども嗜む。つねに彼女の周りには魂が寄り添っている。
占いの腕は百発百中で、ベーシックに水晶玉占いや上位互換の酒占いも行う。しかし作中キルシュが「また占いがハズれた！」とよくクレームをつけてきたり、酒占いでもリデルの人間化の方法をロリコン達の邪念に妨害されて占えずじまいに終わったりと、決して完璧なわけではない。
7歳児とは思えないほど強欲な拝金主義者で「金が全て」と言い切っている。そのため後述の経験もあってか、「占いで稼ぐ」よりも「占いを利用して稼ぐ」方に重きをおいている。アシスタントのわんこを日給アメ2個で雇い、リデルに至っては「人間化の方法を占う」ことを条件にタダ働きさせている（ただし食費は負担している模様）。頭脳明晰で年上のみらいやメンバーを含めても知識はトップクラスである。またみらいやのヒエラルキー的にはメンバーの頂点に位置しており、本気で怒らせるとキルシュもリデルも身の危険を感じて避難する上、物理最強のゾンビであるわんこですらたんこぶまみれのボコボコにしてしまう。
元々パンプキーナの生まれでもなく、東の国「ニホン」で生まれた子供＝来夢であり、生まれつき人の未来が見えるという触れ込みで、5歳にしてニホン国王「偉井人（えらい ひと）」に召し抱えられるほどの魔術師だった。しかし幼過ぎて占った内容をオブラートに包むということを知らなかったがためにその直球発言が災いし国を追い出され、パンプキーナに流れ着いた。パンプキーナでも占い稼業を営むが、そこでも鳴かず飛ばずだったことから「人は正しい未来が知りたいのではなく、明るい未来に夢見たいだけ」と悟ってしまう。わんこと出会ったのはこのころで、同じニホン出身のわんこと一緒に行動するうちにいつの間にか裏組織「ぬすみや」を組織して泥棒稼業を営んでしまい、挙句潜入捜査官や賞金稼ぎとの闘いでわんこが勝手に死んでしまう。逃避行の過程で命を救ってもらったこともあり、恩を感じていたライムはわんこを生き返らせるべく旅に出て蘇りの妙薬「命花」を探し当てわんこの蘇生に成功。しかしその方法で遠心力が発生してしまったがために入れたはずの魂が再度飛び出てしまい、わんこはリビングデッド＝ゾンビとして復活する。その後はわんこと占いの店「みらいや」を開店し今に至る。前述紹介した常にライムの傍らに寄り添っている魂はわんこのもの。
リデルがパンプキーナの女王になった後もみらいやの建て直しと人間化の方法を探し続けると宣言。
わんこ（WANKO）
ゾンビ学生。日給アメ2個でみらいやで働くライムのアシスタント。パンプキーナ高校に通う学生でもある。
連載雑誌のハシラでの登場人物紹介では「楽しそう」と書かれており、実際いつでも笑っていて楽しそうだが、その実リデルにも負けず劣らずのバカであり、ライムの占いをもってしてもその未来が見えず（つまり何も考えてない）、リデルと組んで騒動を巻き起こすトラブルメーカー。ゾンビであるが故に不死身かつ怪力の持ち主で、大抵のロリコンは彼女に一コマで返り討ちにされ、再起不能に追いやられる。愛用の武器はモーニングスター。給料のアメが大好物。頭にパンプキン風のものを常に置いている。みらいやメンバー1のナイスバディ。
ライムと同じニホンの出身で、大きな桃をくりぬいたボートで川遊びをしていたらいつの間にか海に出て、パンプキーナに流れ着き学生をやっていた。ライムと知り合って以降は金を求める彼女に「お金なら銀行にある」と言ったことで一緒に「ぬすみや」を結成。潜入捜査官の活躍で組織は崩壊しその際ライムを庇って銃撃されるが胸ポケットに入れていたアメのおかげで命拾い。その後逃亡し賞金首になり賞金稼ぎに銃撃されまたもライムを庇って銃弾を受ける。がやはりアメのおかげで命拾い。しかし時は来たとしてそのアメを舐めた途端アメを喉に詰まらせて呆気なく窒息死してしまう。その後はライムの手によって蘇生させられるが、ライムの項でも書いた通り、生き返ったものの魂は抜けたままの状態となってしまったので、人間としてではなくゾンビとして復活。怪力や不死身の身体もこの時から身に付いた。
バカ故に影響を受けやすい性格でもあり、作中では通っている学校の先生に褒められた途端文人になってみたり、温泉旅行のエピソードでは探偵になってみたりとなりきり遊びが好きな一面も持つ。
ちょっと違うが、パンプキーナ縦断レース大会ではライムに「わんこカー」（パワーS スピードA のりごこちZ）、ゲーム大会では「わんこコントローラー」などに仕立て上げられるなど、オプションとしても活躍する。
ライムにいいように利用されているようにも見えるが、パンプキーナに流れ着いたばかりのライムに世話を焼いたりと2人の間には確かな絆が存在している模様。
キルシュ（KIRSCH）
通称黒猫のキルシュを名乗る女盗賊。みらいや常連客で正確にはみらいやの住人ではないのだが、みらいや一同と一緒に食事をとるのが当たり前になっているなど、実質的にはみらいやメンバーである。
短剣を武器とし体術もかなりのもの。その体術を活かすためと自身のセクシーボディをアピールするためにビキニにマント姿で過ごしている（冬でもビキニ姿であり、セバスからはドン引きされた）。
盗賊を名乗っているが本業はトレジャーハンターであり、遺跡などでのお宝を目的に行動する。ライムの占いや酒場での情報収集など事前準備は怠らず、いざ仕事を始めてもリスクとリターンが釣り合わないと知れば即時撤退を選択しようとするなど状況判断もかなりのもの。しかし作中ではライムに占いとして適当なことを吹き込まれたり助手に雇ったわんこのノリに押し切られたりと、その本領を発揮したシーンはほとんどなかった。
作中でもセバスと並んで良識派で、リデルが変態のロリコン達に愛でられるという事情に義憤し「帰すわけにはいかない」と発言。リデルがみらいやに住むきっかけを作った。セバスとは最初意見の相違があったが、後に同じ良識派同士で意気投合し、主にライムの暴走を止める時などにコンビを組むケースが多くあった。ただし自身のプライドを逆撫でされたりするとセバス相手でも容赦なく実力行使で制裁する。でもセバスの真の姿には一目惚れしてしまった。
前述の通り黒猫のキルシュが通り名だが、実はたぬきであり、たぬきの耳をネコミミのカチューシャで隠ししっぽもごまかしていただけに過ぎないことが判明。それ以降はたぬき盗賊の名前で紹介されることが増えた。この秘密が知られた当初は「お前を殺してわたしも死ぬ」と発言して暴走するなど規格外の暴れぶりを見せ、その後も指摘されるたびに暴れてしまう。
リデルに対して最も優しくする人物であり、一貫してリデルには好意的で常にリデルの味方。純粋にリデルのことを可愛いと思っており、甘やかすこともしばしばある。

### 魔王とその配下
魔王（MAOU）
リデルの父で魔界の王様。魔界で一番の実力を持つ最強の存在。強面のおじさんという雰囲気の顔で、黒の礼服を着ている。
そんな見た目と魔族達を取りまとめる威厳とは裏腹に娘であるリデルに対しては激甘で溺愛しており、リデルの苦手克服特訓の際もその様子を写真に収めていたりとかなりの親バカ。セバスを愛玩動物の道へと追い込んだ最後の詰めとなった人物でもある。リデルの友達を名乗ったキルシュには魔王らしからぬ礼儀正しさで接する一方、魔王らしく「邪魔するなら死んでもらおう」と同時に発言するあたり、娘の友達への接し方はわかっていないよう。
一度リデルを取り戻そうとパンプキーナ城に乗り込み、人間となって魔力の弱まっていたリンネを押すが、リデルの超大威力のへそビームを受けて一度目は連れ帰らずに魔界に帰ってしまう。が、リンネが死神として復活したことを受けて魔界の脅威でもあるリンネを排除するべく転送魔法で宇宙に追放しようとするが、リデルがリンネを助けようと道連れになった上、リンネをも無力化し和解した娘の姿を見て「自分の知らないうちに大人になっていたのだな」と悟り、破壊された玉座に先代女王が施したのと同じ禁呪を施す。
セラ（SERAH）
ヴァンパイア城の武器庫で武器係を努める天使族のヴァンパイアハンター。自称リデルの親友。頭に浮いてる天使の輪には鍵がひとつ挟まっている。基本的にへっぴり腰だが、思い込みが激しく、人の話は全く聞かない。
超重武装で暴れまくる傍迷惑なトラブルメーカー。元は天使のヴァンパイアハンターらしく魔王を討伐するためにヴァンパイア城にやってきたらしいがそこで見たリデルに一目惚れし、魔王の側に寝返ったという経歴を持つ。リデルLOVEなのでロリコンとほとんど大差ない奴だが、本人はロリコン達と一緒にされるのは心外であり、また「リデルは自分のもの」と思い込んでいることから他の人と同じ人を一緒に愛でるという発想がそもそもなく、暴れだすとロリコン達ですら躊躇なく巻き込み排除しようとする。挙句の果てにリデルに自分の意思を否定されてしまうとリデルにさえも銃を向けてしまう。
被害妄想が激しい上に寂しくなると勝手に暴れだすめんどくさい性格（みらいやメンバー曰く、「ロリコンよりタチが悪い」「話が通じないってレベルじゃねえ」）。だが暴れる手段が武器に頼りきりなので武器がないと途端に泣き虫になってしまうという極端な特徴がある。
リデルグッズを大量に所有し、パンプキーナ縦断レース大会ではハーレーみたいなバイクで参加した。終盤リデルとリンネの最終決戦が終わった際に魔王がリデルの人間化を容認したことで、今度は魔王に惚れてしまう。
ロリコン達（LOLICOM）
魔王直属の精鋭部隊で「ロリータ好きを極めた戦闘集団なので"ロリータ"+"コンバット"で"ロリコン"」らしい。熱い少女愛とゲリラ戦術を得意とした魔王の配下エリート悪魔達で構成されている。
一般的なロリコンは荒廃した魔界を生き延びるための動きやすい服装をしている。具体的な要素としては
「モヒカン」=魔界の灼熱を熱効率の良さでやり過ごす。
「肩パッド」＝上半身裸の奴が多いので、不意の落石などから肩を守るため装着。
「腕輪」＝50kgはあるウェイトで、日々の筋トレに勤しむ。
「ジーンズ」＝丈夫なので多くのロリコンが愛用。
「ニーパッド」＝肩パッド同様に保護用途で使用する。トゲ付きはブランド物で高いらしい。
「足」=リデルを付け回すために鍛え上げられた足。
「保護すべき少女の対象年齢は10歳から15歳」
などがあるが、作中ではこれに限らず、多種多様なロリコン達が登場し、毎回リデルをヴァンパイア城に連れ帰ろうとしてはバカが過ぎて自滅したり、みらいやメンバーに（主にわんこの一撃で）撃退される。
作中登場した主なロリコン達
変身能力のロリコン
巨体と暑苦しい筋肉、そして角と羽根を生やした魔族形態への変身能力を持つロリコン。第1話に登場し、本作最大の特徴であるロリコン像で読者に強烈なインパクトを与えた奴。
変身前の状態でもキルシュの蹴りをたやすく受け止めるほどの実力があるが、わんこにはまるで敵わずモーニングスターによるホームランでみらいやの壁諸共街の外へと吹っ飛ばされ再起不能にされてしまう。普通ならここで終わっておかしくないのだが、その後もリデル奪還を諦めずにリベンジを挑み何度も登場。ロリコン達の中でも半ば準レギュラーのような立ち位置になっていった。正々堂々がモットーで卑怯なことを嫌うと宣う一方で勝つための手段は選ばないため、みらいやメンバーからは蛇蝎の如く嫌われている。
2度目の登場は第7話でパンプキーナ縦断レースで勝負したがわんこカーを使いこなしたリデルに惜敗し爆発。第19話における3度目の挑戦に至ってはリデルに女王になるのを諦めてもらおうと「自分が先に女王になる」と宣言しパンプキーナ一マナーにうるさいレストランで品格勝負を挑んだが、素でマナーが悪過ぎたため自滅。挙句逆ギレ気味に力ずくでリデルを止めようとするもみらいやメンバーに叩きのめされ立ったまま気絶するという末路を遂げた。しかしそこでも終わらず自分たちロリコンの邪念がパンプキーナを襲い、リデルが立ち向かったのをパンプキーナ住民達が「やらせときゃいい」「迷惑」などと言っていたのに対し、リデルがいかにパンプキーナを愛しているかを説き、住民達を改心させるなどして活躍した。リデルにより大半のロリコン達がロリコン嗜好という「魔」を取り払われても彼だけはリデル一筋を貫いており、魔界にも戻らずにパンプキーナに留まり、復興の手助けなどに従事。リデルの女王就任式にもちゃっかり混じっていた。
自意識過剰なロリコン
第2話に登場したロリコン。姿は本作の一般的なロリコン像からあまりかけ離れているわけでもない（強いて言うなら上半身にも服を着ていることくらい）。
リデルがライムの酒占いの副作用で酔っぱらってキス魔になったときにみらいやにやってきて、リデルにキスされかけ「もしや私に気が？」などと赤面したが、キルシュに呼び出されたわんこにモーニングスターでぶっ飛ばされて路地にめり込まされて退場。
ロリコン・うさぎ男
第3話でパンプキーナ収穫祭ビキニコンテストを主催したロリコン。ジャージ姿にうさぎの面を常に着けている。
リデルが人間化を望んでいるのを承知し、人間化のアイテムとも言われる激レア素材の「千年キノコ」をダシにライムはじめみらいやメンバーを会場へとおびき出し、確実に保護しようとする知略の男。しかし地中に土遁の術の如く潜みリデルへと人知れず接近していた際わんこのモーニングスターを振り回したセクシーポーズが直撃。大爆発を起こしロリコンという事実を知られることさえなく人知れず敗北を喫してしまう。
その後自分達の邪念がパンプキーナを襲った際に再登場。パンプキーナ最終防衛ラインにて現場指揮を執った。
50人掛かりでやってきたロリコン達
第4話でリデルがみらいやにて初めて真・ヴァンパイアの姿を見せた時にやってきたロリコン軍団。リーダー格である西部劇風のロリコンはわんこの攻撃を受け流すほどの実力者だが、真・ヴァンパイア形態のリデルを見て一度は全員が骨抜きにされるなどどこまで行ってもロリコンであり、ライムからは軽蔑された。その後復活しヴァンパイア城でもやっていた「へそ祭り」で自分達の欲望を満たそうとするも、リデルのへそビームが発動してしまい全員まとめて吹っ飛ばされてしまった。
後に自分達の邪念がパンプキーナを襲った際にも再登場し、真・ヴァンパイア形態のリデルによるへそビームが有効と知るや否やまたしてもへそ祭りを行おうとする。
キルシュ派のロリコン
第8話に登場した新たなタイプのロリコン。パンプキーナで酒場のマスターをしていた。
ロリコンの拡大解釈により14歳以上も愛でる対象とする過激派。自室にはキルシュグッズが山のように収集展示されていた。最初からキルシュを我が物にする目的で酒場を経営。人間化の情報を酒場に探しにきたキルシュをポーカーで負かしてバイトとして雇うことに成功した後は何かと難題をふっかけてキルシュを辱め追い詰めていくが、土壇場まで追い込まれたキルシュに店は破壊され、さらに自分の嗜好も露にされてしまう。しかし最初から罠だったと開き直って白状した挙句、借金の証書を盾にさらなる要求を突きつけようとするが、完全にキレたキルシュにアッパーカットの一撃で吹っ飛ばされ、店の残骸諸共借金の証書も完全に燃やし尽くされた。
その後ロリコン達の邪念がパンプキーナを襲った際に再登場。リデルのへそビームの威力を上げるため、肉踊りロリコンとともにパンプキーナ住民の説得に当たった。
渡世人ロリコン
第11話冒頭に登場したロリコン。和風かつ時代劇的な風貌だが、登場後1コマでわんこに殴られ脱落。わずか2コマしか登場しなかった。
肉踊りロリコン
上半身裸で肩パッドは着けてなく、スキンヘッドに鬼の角を生やしたロリコン。
第11話と続く第12話に登場。パンプキーナの女王リンネを笑わせるべく大胸筋が動く「奥義肉踊り」や腹直筋が動く「奥義デスシックス」などをリンネに披露するが意味はなく、リンネの触手責めを喰らいまくる。しかもその痛みも悪くないと発言するなど筋金入りの変態。さらにリンネの人間化が判明した際には少女の温もりを感じたくて玉座に座ったとも告白している。
後にロリコン達の邪念がパンプキーナを襲った際に再登場。キルシュ派のロリコンとともにパンプキーナ住民の説得に当たった。
クッキングロリコン
ガタイのいいシェフ風の男で当人も最初のうちは正体を隠していたので「さすらいのシェフ」を名乗っていた。
第14話にて町内会の祭りにみらいやがたこ焼き店を出店した時に登場。たこ焼きをB級グルメと侮っていたが、リデルの作った究極のたこ焼きのうまさに感激すると同時にライバル心を抱き、No.1シェフの座をかけて「自分の作った料理をより多く食べる」ルールでの大食い対決をみらいや陣営に強いる。みらいやのたこ焼きを事前に買い占め食べ尽くしていたのでみらいや陣営はたこが用意できずにリデルとわんこによる下手な創作料理を食わされるハメになり、実際そうなってつまづいたため自身の勝利を確信していた。しかし自分がたこ焼きを食べまくっていたせいで自分の料理をろくに食べれなかったと墓穴を掘った挙句、みらいや陣営にたこが届き究極のたこ焼きが再び作れるようになったため大差をつけられて敗北。潔く自分の負けを認めリデルに握手を申し込んだ際に手錠で自分とリデルを拘束し遂に自身の正体を明かす。そのままリデルを強制的に連れて帰ろうとするが予想以上にうまかった究極のたこ焼きにグルメの血が騒いだのか最後に一口と頬張った途端服も手錠も弾け飛んでしまい失神。リデル奪還に失敗してしまう。
火炎放射器を持ったロリコン
第15話にてセラの武器庫に火炎放射器と炸裂弾を借りにきたロリコン。セラの思い込みの激しさによるとばっちりを食らった挙句その2日後には借りた火炎放射器でみらいやを強襲する。2日前にヴァンパイア城を去っていたセラに戻るよう訴えるも武器を持たずに弱気になっていたセラに拒否された上、セラがリデルの意思（人間になりたい）を尊重するとまで発言したのを聞き、一緒に焼却してしまおうと挑むがわんこのアッパーカット一発で吹っ飛ばされ、みらいやの天井を破る。しかし火炎放射器がセラの手に渡ったことでセラが凶暴な性格に戻ってしまい、みらいやを焼き付くすという最悪の結果をもたらした。
コンバットロリコン
第16話にて登場した傭兵姿のロリコン集団。迷彩服に覆面をしており、パッと見一番区別がつきにくいタイプのロリコン集団。
リデルがみらいやの役に立とうとライムに占いを習いだし、それが立て続けに当たるようになったことと、その占いで12億ゴールドもの大金が当たる宝くじを確保したことをリデルに仕掛けていた盗聴器で傍受。みらいやメンバーがリデルを預けるに相応しいかを確かめるために誘拐犯のフリをしてリデルを誘拐し、宝くじで手に入る予定の12億ゴールドを身代金として要求。もし金を出してでもリデルを取り戻そうとしないのなら問答無用で城へ連れて帰るとリデルに告げる。しかし12億を是が非でも確保したいライムが謀った結果、1億ゴールドの前借りによりまず5千万でコンバットロリコン達の拠点を堀を掘って孤立させ、さらにリデルに残り5千万の懸賞金をかけたことでパンプキーナ住民全てが敵に回ってしまい大混乱に陥る中キルシュにリデルを奪還されてしまい完全に叩きのめされ脱落。今際の言葉として「やはり彼女らには（姫様を）任せておけな…」と呟いて果てた。しかし一件落着した後も5千万に目が眩んだパンプキーナの住民達はリデルを巡って暴徒と化し、パンプキーナが無法地帯になってしまう。リデル達は追われる身となっただけでなく、宝くじ換金所も廃墟と化してしまったためライムが命がけで守った12億のくじ券も紙くずと化してしまった。
後にロリコン達の邪念がパンプキーナを襲った際にも再登場。住民を安堵させようと率先して邪念に挑み武器攻撃を敢行するが、邪念に物理攻撃が効かないことに頭が回っておらず、キルシュに「ホントに役に立たない」と酷評された。
プロゲーマーロリコン
第17話に登場。自身の名前がプリントされたシャツを着た眼鏡男子。当初はただのプロゲーマー「海人（カイト）」を名乗り調子に乗っていたライムをハメ技で完封しライムに屈辱を味わわせる。その後復讐に燃えわんこを選手兼コントローラーとしてパンプキーナ全国大会にエントリーしたライム達と決勝戦で再戦。その際自らプロゲーマーロリコンの正体を明かし、リデルをかけての勝負に持ち込む。ラウンド1で対戦相手のわんこに一撃KOされるとライム・わんこペアの強さを認め秘密コマンドによる対戦相手の画面にだけ目潰しのフラッシュを発生させるニンジャ秘奥義「光遁の術」でラウンド2を取ろうとするが、ライムの指示を受けたわんこも500ゴールドコインの課金による画面からのリアルパンチでの相手プレイヤー無力化という裏技を繰り出したためリアルパンチの直撃を喰らいそのままダウン。優勝されてしまう。
後にロリコン達の邪念がパンプキーナを襲った際にも再登場。へそビームの威力を上げるためにSNSを通して「リデル様のへそを一緒に見よう！」と呼びかけた。
秘湯巡りロリコン
第18話に登場。髪の毛を七三分けにしたへつらうような腰の低い男。温泉好きが高じて旅館を開くまでにいたり、ロリコンとしては一線を退いている。
みらいやメンバーが温泉にやってきた先の旅館の支配人として登場し誠心誠意おもてなしすると言っていたのだが、（元）ロリコンというだけで一行に不快感を与えてしまいわんこのモーニングスターで血みどろにされ、ライムに手足を縛られた挙句酒樽に押し込まれてしまう。その後キルシュの水着とライムの髪留め・水晶玉が失くなる盗難事件が発生するといの一番に容疑者にされ自白を強要されるが自分は縛られているのだから何もできないと釈明し、一時は納得させる。その後探偵になったわんこの当てずっぽうによって再び犯人と疑われるも、実は遅れて温泉に入っていたわんこがライムの髪留めを壊したので証拠隠滅を図ってトイレに流し、なかなか流れないのでモーニングスターで押し込んだら水が逆流。水晶玉で穴を塞ぎ逆流し床に散らばった水もキルシュの水着で拭いていたのをわんこが忘れていたというのが事件の真相であり、ようやく真相を思い出したものの被害と濡れ衣を着せられて怒り狂っているライム・リデル・キルシュを怖れたわんこに罪を被せられてしまう。そして散々待たせたわんこ諸共（わんこの仕業と気付いていたのかもしれないが）キルシュ達に崖から蹴り落とされる末路を辿った。

### パンプキーナの人々
ハートの女王リンネ（LINNE）
パンプキーナを治めるハートの女王。年端もいかない少女の姿で無表情のドSであり、つまらない奴は触手で締め上げ制裁する。そのくせ無茶振りをする上民に関しては無関心。だが衛兵をはじめとするパンプキーナ城の臣下達からは忠義を尽くされていた。
その正体は魔界出身の元魔族である死神リンネ。魔王に匹敵する実力を誇る残虐無慈悲な孤高の魔族であった。その昔人間の生気を効率よく集めるべく界境の街パンプキーナを狙い単身で侵攻。たった3日でパンプキーナを陥落させ、女王の座を奪い取った。しかし女王の玉座には先代の女王が命がけで施した禁呪が仕込まれており、その玉座に座り臣下達から忠義を尽くされたことで自身の魔を奪われ人間と化し、同時に無気力になる。それ以来凶暴さはなりを潜め、「笑わせてみろ」などの無茶ぶり程度で済んだため、パンプキーナはリンネの代でもある程度は平和だった。
しかしロリコン達の邪念騒動で事態解決のため放たれたリデルの特大へそビームで玉座が壊れてしまい禁呪が消失。失われていた魔を取り戻し死神として復活する。パンプキーナの再侵略を宣言し手当り次第に人間の生気を食らっていくが、復活したての隙を突かれ、今度は魔王の転送魔法で宇宙の彼方へと飛ばされ魔力も奪われてしまう。割り込んできたリデルに街に迷惑かけた罰としての謝罪をかけて卓球勝負に持ち込まれると実は弱かったリデルを一方的に痛めつけるが、ライムの占いによる位置特定とアドバイザー達の協力により閉鎖空間の結界にパンプキーナとの通信が開け、街のみんなの声援を受けたリデルのスマッシュで一度はダウンに追い込まれる。しかしその一撃が結界にさえ穴を開け閉鎖空間に綻びが出たことで魔力を取り戻し再度リデルに猛攻を仕掛ける。だがそれでも街の皆を傷付けさせまいとするリデルとその姿に心打たれたパンプキーナ住民総出のへそ祭りにより魔力ですらない純粋な思いの力でリデルは神々しい姿に変身。その力による「ハートフル・プリンセス・シャイニングアロー」を受けその強大な力の前になす術無く敗北。自身の魔も残らず払われてしまった。そのあまりの威力は結界崩壊の危機をも招き、セバスとセラが駆けつけてリデルだけを救出しようとし、リンネ自身も「助けられるくらいなら死んだ方がマシ」と言ったが、あれはあくまでスポーツ勝負だったと主張するリデルに有無を言わさず連れ出されてしまい、共にパンプキーナに帰還する。
帰還してもパンプキーナの住民達には「死神」や「全ての元凶」と恐れられ、リンネ自身も受け入れられないと決めつけて過酷な魔界で孤独に生きてきた自身の身の上を話し「世は弱肉強食であるべきだ」と叫ぶが、その孤独な境遇に同情したリデルに諭された結果、強がっていた殻が破け、涙を流した。そして「もう悪さはできないから」というリデルの説得を受けたパンプキーナの住民達にも許され受け入れられた。
その後はみらいやメンバーと一緒にパンプキーナに残り、リデルの女王就任式に立ち会っている。
パンプキーナ城の衛兵達
リンネに使える城の兵士達。全員中世ヨーロッパの騎士のような甲冑を装着している。
先代女王がリンネの侵略の際にパンプキーナの平和を第一に考え下した命令に従い、侵略者のリンネを女王として祭り上げてまで忠義を尽くしていたが、禁呪の消失でリンネが死神として復活すると事の重大性を認識し国民に状況を伝えるべく奔走。ロリコン達の邪念騒動で立ち上げられていた作戦本部を死神対策本部へと変更させ、リデル達にリンネが人間になった本当の経緯を話した。
リデルとリンネの闘いが終わった後は、次期女王に選ばれたリデルに従っている。
アドバイザー達（ADVISER）
第13話で初登場したプロフェッショナル達。パンプキーナには女王を育成する女王アドバイザー、王族関係を打倒したい王族失墜アドバイザーに加え、ゲリラアドバイザー、傭兵アドバイザー、プロレスアドバイザー、さらに食生活に教育、住宅ローンに至るまでアドバイザーが存在する。
女王アドバイザーは女王を目指すリデルと金儲けを企むライムに女王のイロハを教え込んだが、実践編として洗脳電波発生装置を持ち出したためライム以外のメンバーから反発されてしまう。しかし当人は反省の色もなく寧ろ自身のプランを賞賛したライムに見所を感じ取りリデルを失格に追い込み幽閉した挙句わんこを好物のアメで買収し警備に採用。反対した邪魔者のキルシュとセバスを追放し僅か1週間でみらいや王国を築き上げた。囚われの身となったリデルを救出しようとした二人に今度は王族失墜アドバイザーが現れ契約。警備をやり過ごしてみらいや王国のみらいや城に潜入する。女王アドバイザーはわんこの他にも前述のゲリラアドバイザー、傭兵アドバイザー、プロレスアドバイザー達を動員して排除しようとするが、王族失墜アドバイザーの自爆さながらの特攻によって洗脳電波発生装置は破壊され、リデルはセバスとキルシュに救出された上みらいや城も爆散、パンプキーナの3分の1を支配していたみらいや王国は1週間で崩壊しみらいやの信用は失墜した。
女王アドバイザーと王族失墜アドバイザーはリデルとリンネの最終決戦の時にも再登場。ライムの占いで特定した結界に向けて電波の送受信を担当しサポート、リデルの勝利に一役買った。さらにパンプキーナ城の衛兵によって彼等がかつてリンネに従うことを拒否し、各々のやり方でリンネ体制の転覆を謀ろうと城を去って行った先代女王の教育係や兵士であったことも判明。リンネが敗北しリデルが女王になることが決定するとリデルに従うため城に戻ることを決めた。
先代女王（JOOU）
リンネの侵攻を受けた時パンプキーナの女王だった女性。リンネの圧倒的な実力を鑑み、いたずらに被害を出すことよりも一人でも多くの国民を守り救うべく女王の玉座にリンネの「魔」を封印する禁呪を己の命を代償として施し、さらにその禁呪を確実に発動させるべく臣下達に侵略者であるリンネに忠誠を尽くすよう命じた。衛兵達はその約束を守りリンネを女王として迎えたので彼女の施した禁呪は発動しリンネの人間化/無力化に成功した。その後のパンプキーナが平和だったことから衛兵達、そして彼女の命に反し城を去ってアドバイザーとなった者達からも女王として敬愛されていたことがうかがえる。
最終話でリデルが新たな女王に就任する際、緊張していたリデルの背後に幻影として現れ、励ましの言葉と感謝の言葉を告げている。
実は姿形は第13話の女王アドバイザーの実績紹介のコマにおいて登場済みであった。

## 書誌情報
- 神無月羽兎 『リトル・リトル・アリス』 芳文社〈まんがタイムKRコミックス〉、全2巻
  1. 2016年10月12日発行（2016年9月27日発売）ISBN 978-4-8322-4751-2
  2. 2017年10月11日発行（2017年9月27日発売）ISBN 978-4-8322-4880-9